# Schuppenameisen
Die Schuppenameisen (Formicinae) sind eine der artenreichsten Unterfamilien innerhalb der Ameisen (Formicidae). Neben den Schuppenameisen zählen in Mitteleuropa noch die Knotenameisen (Myrmicinae), die Urameisen (Ponerinae) und die Drüsenameisen (Dolichoderinae) zu den verbreiteten Ameisengruppen.

## Merkmale

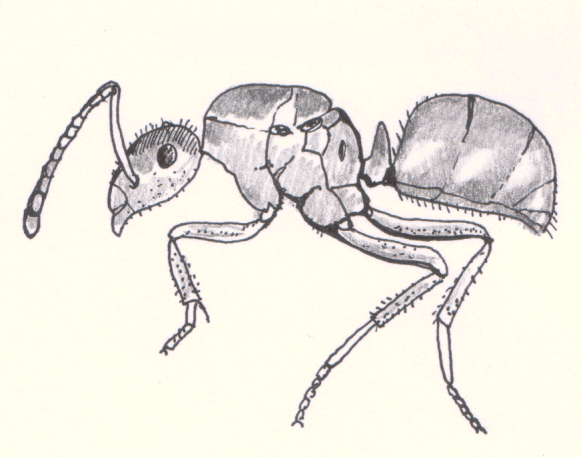
Körperbau einer Schuppenameise mit einem schuppenförmigen Stielchenglied

Besonders auffällig ist das Erkennungsmerkmal, das alle Arten dieser Unterfamilie eint. Sie besitzen ein deutlich schuppenförmiges Stielchenglied (Petiolus) und einen fünfgliedrigen Hinterleib (Gaster). Die Gaster ist glatt und ohne auffällige Einschnürungen zwischen den einzelnen Segmenten. An Stelle eines Stachels sitzt am Ende des Hinterleibs die tubusförmige Säurepore (Acidoporus), die durch einen Borstenkranz eingefasst ist.
Bei Vertretern dieser Unterfamilie sind hochentwickelte Verhaltensweisen verbreitet, wie die Blattlauszucht, die Symbiose mit Wurzelläusen oder das Halten von "Sklavenameisen". Sozialparasitäre Verhaltensweisen sind häufig. Andererseits sind immer noch primitive Merkmale vorhanden, wie Kokon-Puppen. Auch die Fühler und die Mandibel sind in der Segmentierung kaum reduziert oder modifiziert, außer in Ausnahmefällen, wie bei der Gattung Polyergus.

### Drüsen
Im Laufe der Evolution hat sich die Giftdrüse stark spezialisiert und vergrößert. So sind die zu den Schuppenameisen gehörenden Arten die einzigen Ameisen, die über Ameisensäure verfügen. Die Dämpfe der Ameisensäure wirken bei kleinen Tieren wie ein Atemgift und können auch tödlich sein. Mit der Verfügbarkeit dieser wirksamen Waffe wurde der Stachel überflüssig und zurückgebildet. Schuppenameisen wie die Gattungen Brachymyrmex und Paratrechina produzieren die giftigen Alkaloide Pumiliotoxine.

## Verbreitung
In Mitteleuropa sind folgende Gattungen vertreten:
- Rossameisen (Camponotus) mit 10 Arten (C. aethiops, C. atricolor, C. dalmaticus, C. fallax, C. herculeanus, C. lateralis, C. ligniperdus, C. piceus, C. universitatis & C. vagus)
- Cataglyphis mit 2 Arten (Cataglyphis aenescens und Cataglyphis nodus)
- Colobopsis mit einer Art (Colobopsis truncata)
- Waldameisen (Formica) mit 25 Arten
- Wegameisen (Lasius) mit 24 Arten
- Plagiolepis mit 4 Arten (Plagiolepis ampeloni, Plagiolepis pygmaea, Plagiolepis vindobonensis und Plagiolepis xene)
- Polyergus mit einer Art (Polyergus rufescens)
- Prenolepis mit einer Art (Prenolepis nitens)

Insgesamt machen diese Gattungen in Deutschland ungefähr ein Drittel des gesamten Artenspektrums der Ameisen aus.
Die bekanntesten Vertreter in Deutschland sind die Rote Waldameise (Formica rufa), oder auch die Schwarze Wegameise (Lasius niger).
Weltweit sind von den Schuppenameisen 3700 Arten und Unterarten bekannt.

## Ökologie
Auf die Ernährung mit Schuppenameisen besonders der Gattungen Brachymyrmex und Paratrechina geht die Befähigung der Erdbeerfröschchen zurück, Gift zu akkumulieren, welches sie über ihre Hautoberfläche absondern. 232 giftige Alkaloide wurden in der Haut von Erdbeerfröschchen identifiziert, darunter vor allem die Pumiliotoxine.

## Systematik
Die Schuppenameisen werden in folgende Tribus und Gattungen unterteilt:
- Camponotini
  - Calomyrmex
  - † Camponotites
  - Camponotus
  - † Chaemeromyrma
  - Colobopsis (z. B. Colobopsis explodens)
  - Echinopla
  - Forelophilus
  - Opisthopsis
  - Overbeckia
  - Phasmomyrmex
  - Polyrhachis
  - † Pseudocamponotus
- Formicini
  - Alloformica
  - Bajcaridris
  - Cataglyphis
  - Formica
  - † Glaphyromyrmex
  - Polyergus (z. B. Polyergus rufescens)
  - Proformica
  - † Protoformica
  - Rossomyrmex
- Gesomyrmecini
  - Gesomyrmex
  - † Prodimorphomyrmex
  - Santschiella
  - † Sicilomyrmex
- Gigantopini
  - Gigantiops
- Lasiini

  - Acropyga
  - Anoplolepis (z. B. Anoplolepis gracilipes)
  - Cladomyrma
  - Lasiophanes
  - Lasius
  - Myrmecocystus
  - Prolasius
  - Stigmacros
  - Teratomyrmex
- Melophorini
  - Melophorus
- Myrmecorhynchini
  - Myrmecorhynchus
  - Notoncus
  - Pseudonotoncus
- Myrmelachistini
  - Myrmelachista
- Myrmoteranini
  - Myrmoteras
- Notostigmatini
  - Notostigma
- Oecophyllini
  - Oecophylla
- Plagiolepidini
  - Agraulomyrmex
  - Aphomomyrmex
  - Brachymyrmex
  - Bregmatomyrma
  - Euprenolepsis
  - Lepisiota
  - Myrmelachista
  - Paratrechina
  - Petalomyrmex
  - Plagiolepsis
  - Pseudaphomomyrmex
  - Pseudolasius
  - Tapinolepis